# Emmy Hart
Emmy Hart (21 september 1952) is een Surinaams onderwijzeres en maatschappelijk werkster. Ze was docente Spaans en is directrice van de stichting Rumas die jongens begeleidt.

## Biografie
Emmy Hart komt uit een gezin van twaalf kinderen. Haar moeder zorgde voor het huishouden en de kinderen, en haar vader had werk buiten de deur. Zelf heeft ze twee kinderen. Zelf bouwde ze een carrière op als docente Spaans voor het meer uitgebreid lager onderwijs (mulo) en bleef studeren tot haar vijfenveertigste. Achteraf denkt ze dat ze daar haar kinderen misschien tekort zou hebben gedaan, maar niettemin ook dat ze wel goed zijn terechtgekomen.
Nadat zij in 2009 de stichting Rumas oprichtte, maakte ze haar aandacht voor jongeren meer dan goed. Het doel van Rumas is jongens tussen de 12 en 24 jaar een nieuwe kans te geven nadat ze vroegtijdig hun school hebben verlaten en in aanraking zijn gekomen met justitie.

## Onderscheidingen
In november 2012 werd ze benoemd tot Ridder in de Ereorde van de Palm. Ze wist jarenlang niet wie haar had voorgedragen en ontdekte later dat dit apostel Irma Gimith was geweest vanwege haar inzet als usher (vergelijkbaar met diaken of koster). In januari 2020 werd ze onderscheiden met de Rotary Vocational Excellence Award vanwege het opzetten en leiden van Rumas. Aan Parbode vertelde ze dat de toekenning van de prijs leidde tot blijdschap en enthousiasme bij de medewerkers die spontaan met nieuwe ideeën kwamen voor de toekomst van de organisatie. In 2024 wordt ze erkend met een plaats op de Iconenkalender van NAKS.